# Karin Kalisa
Karin Kalisa anhörenⓘ (* 1965 in Deutschland) ist eine deutschsprachige Schriftstellerin und Japanologin. Bekannt wurde sie durch ihren ersten Roman Sungs Laden, der 2015 beim Verlag C.H.Beck als Hardcover erschien.

## Leben
Kalisa studierte Japanologie, Asienwissenschaften und Sprachphilosophie und forschte über asiatische Sprachen und Ethnologie. Sie lebte in Bremerhaven, Hamburg, Tokio und Wien, heute wohnt sie in Berlin.

## Werk und Rezeption
Gemeinsam ist den Werken die genaue Recherche von Fakten, belegt durch Sekundärliteratur im Anhang ihrer Bücher, und Kalisas „facettenreiche Sprache“. Obwohl ihre Romane und ihre Erzählungen ganz unterschiedliche Themen behandeln, enthalten sie alle ein Anliegen: Menschen zusammenzuführen, egal welchen Alters oder welcher Kultur.
- In Sungs Laden spielen die Nachkommen vietnamesischer Vertragsarbeiter im heutigen Berlin die Hauptrolle. Es wird dargestellt, wie sich im Stadtteil Prenzlauer Berg immer mehr Menschen für Vietnamesisches begeistern und so eine utopisch anmutende Revolution ihres Alltags erleben.[3] Sungs Laden wurde unter dem Titel La Mélodie familière de la boutique de Sung ins Französische[4] und als Con rôi tha hương ins Vietnamesische[5] übersetzt.
- Die Erzählung Sternstunde schildert das Interesse der kleinen Kim an dem Weihnachtsstern. Durch ihre Suche erfährt man einiges über Planeten, Sterne und Staub im All, dabei sieht man die Welt durch Kims Augen.
- Radio Activity handelt sowohl von einem kleinen, engagierten Radiosender, der so ganz anders ist, als auch von einem verjährten, schweren Verbrechen. Der Roman beschreibt, wie das Verbrechen an die Öffentlichkeit gebracht wird, ein Vorgang wie „ein Balanceakt zwischen Rache, Mut, Besinnung, Aufbruch, Justiz und zivilem Ungehorsam“.[6]
- In Bergsalz schildert Kalisa ein Dorf im Allgäu, die Vereinsamung alter alleinstehender Frauen in ihren zu groß gewordenen Häusern und die Herausforderung, Geflüchtete in die Dorfgemeinschaft zu integrieren. Eingewoben in diese hoffnungsvolle Geschichte sind Rückblenden in die Zeit des 16. Jahrhunderts, in der dasselbe Dorf die Bundschuh-Bewegung und den Bauernkrieg erlebte.
- Am Anfang des Romans Fischers Frau steht ein Pommerscher Fischerteppich. Mit ihm beginnt die Erzählung aus dem Leben zweier Frauen aus zwei Jahrhunderten. Beide Lebensgeschichten sind eng mit Teppichen verknüpft. Die literarische Reise geht von Greifswald über Zagreb, nach Spanien, Österreich, Pommern, Schweden und Triest.

Schon mit ihrem ersten Roman Sungs Laden stand Kalisa viele Wochen lang auf der Spiegel-Bestseller-Liste, und ihr drittes Werk, Radio Activity, wurde 2019 vom Verein unabhängiger Buchhändler als Lieblingsbuch nominiert. Für den Monat Juni wurde ihr Roman Fischers Frau 2022 zum NDR Buch des Monats gewählt.

## Buchveröffentlichungen
- Sungs Laden. Roman. C.H.Beck, München 2015, ISBN 978-3-406-68188-2.
  - 2017 als Hörbuch, gesprochen von Martin Beltscheit. Audible Studios.
- Sternstunde – Eine Wintererzählung. Droemer Knaur, München 2018, ISBN 978-3-426-28190-1.
  - 2018 als Hörbuch, gesprochen von Gabriele Blum. Hörbuch Hamburg HHV 2018, ISBN 978-3-8449-1869-4.
- Radio Activity. C.H.Beck, München 2019, ISBN 978-3-406-74093-0.
  - 2019 als Hörbuch, gesprochen von Wiebke Puls. Audio Pool, Bonnevoice Hörbuchverlag, ISBN 978-3-945095-25-6.
- Bergsalz. Roman. Droemer Knaur, München 2020, ISBN 978-3-426-28208-3.
  - 2020 als Hörbuch, gesprochen von Beate Himmelstoß und Johannes Steck. Argon Verlag, ISBN 978-3-7324-5523-2.
- Fischers Frau. Roman. Droemer Knaur, München 2022, ISBN 978-3-426-28209-0.
  - 2022 als Hörbuch, gesprochen von Vera Teltz und Eva Gosciejewicz. Argon Verlag, ISBN 978-3-7324-1954-8.
- Magst du die Nacht? 18 Geschichten von der anderen Seite des Tages. Droemer Knaur, München 2023, ISBN 978-3-426-28397-4.
- Sunny oder die Geometrie der Liebe. Droemer Knaur, München 2024, ISBN 978-3-426-28207-6.